# Шеино (Белгородская область)
Шеино — село в Корочанском районе Белгородской области Российской Федерации.
Административный центр Шеинского сельского муниципального поселения.

## География
Село расположено между реками Коренем и Разумной, в 27 км на северо-восток от Белгорода и 35 км от города Короча. Высота над уровнем моря 219 м. Ближайшие населённые пункты: Мелихово, Ушаково, Мясоедово.

## История
В Московском государстве
Точная дата основания cеления неизвестна. Считается, что деревня Шеина основана во второй половине XVII века, после завершения строительства Белгородской засечной черты, так, как значится в ряду первых селений вновь созданного Белгородского уезда Московского государства. Впервые в исторических источниках деревню Шеина Разуменского стана Белгородского уезда мы встречаем под 1658 годом.
Первопоселенцы села — служилые люди Белгородской черты, «испомещённые за службу землёй», впоследствии причисленные к сословию однодворцев; позднее, по закону от 24 ноября 1866 г., они были переведены особое сословие российского крестьянства — «государственные крестьяне».
В Российской империи
В документах XVIII века деревня Шеина, в частности показана в 1702 г. (в сборной книге) и 1720 г. (в табеле по итогам переписи), а также в «Реестре дачам» Плана генерального размежевания Белгородского уезда Курской губ. [РГАДА. Ф.1355. Оп.1. Д.561 — док.: 1782—1797 гг.].
По сведениям Статистического комитета Министерства внутренних дел на 1862 год, значится: «Курская губ. Уезд Белгородский. Стан IV. — Шеино, село казённое; при колодцах. Количество дворов 172, численность жителей — 1684 чел., из них 845 муж. пола, 839 жен. пола; церковь православная — 1; народное училище — 1».
По данным Земской подворной переписи 1885 года, значится: «Белгородского уезда Мелиховской волости село Шеино — 358 дворов (354 избы), 2256 жителей; грамотных 97 чел. мужчин и 55 учащихся мальчиков; все дворы с наделами земли; в селе — 13 „промышленных заведений“ и 2 торговые лавки»..
В 1890 году в селе 2515 чел. жителей, в том числе 1270 чел. мужчин, 1245 чел. женщин.

### При советской власти
В 1932 году в Белгородском районе создан Шеинский сельский Совет, численность жителей на его территории 4052 чел. С января 1935 года Шеинский сельсовет, в составе: село Шеино, село Ушаково и хутор Аркадьевка, включен в Саженский район Курской области РСФСР.
В период Великой Отечественной войны 1941—1945 гг.
22 июня 1941 года нацистская Германия вероломно напала на Советский Союз, войска Вермахта оккупировали значительную часть нашей Родины, включая Белгородщину, все её города и сёла, в их числе и с. Шеино. Началась Великая Отечественная война: многие сельчане добровольцами вступили в Красную армию, пошли защищать Родину. Согласно данным «Книги памяти Белгородской области» на фронтах погибли или пропали без вести 286 чел. уроженцев села Шеино.
В начале августа 1943 года, при проведении Красной армией Белгородско-Харьковской наступательной операции против германских войск, село оказалось на передовой линии фронта; во время кровопролитного противостояния вблизи села героически погибли более 100 чел. советских воинов.
В мирное время
С декабря 1962 года Шеинский сельсовет в составе Корочанского района Белгородской области.
По данным Переписи 1979 года численность населения в селе 731 чел. жителей; в 1989—644 чел. жителей (282 муж. и 362 жен.). В 1997 году в селе числится 280 личных хозяйств, 705 чел. жителей, село — административный центр Шеинского сельского округа в Корочанском районе Белгородской области.

## Население
Согласно сведениям, опубликованным в официальном издании Центрального статистического комитета МВД Российской империи — численность жителей села, по состоянию на 1862 год, составляла 1684 чел. (в т ч.: 845 муж. пола, 839 жен. пола); на 1885 год — 2256 чел.; на 1890 год — 2515 чел. (в том числе, 1270 муж. пола, 1245 чел. жен. пола). По данным Переписи населения СССР на 1979 год — 731 чел. жит.; на 1989 год— 644 чел. жит. (в том числе, 282 муж. и 362 жен.).
| 2002 | 2010 |
| ---- | ---- |
| 733  | ↗750 |

## Инфраструктура
На территории села осуществляют свою деятельность Муниципальное бюджетное общеобразовательное учреждение «Шеинская средняя общеобразовательная школа имени Героя РФ Ворновского Ю. В.», Сельское отделение почтовой связи «Шеино», два торговых предприятия (магазина); Промышленные предприятия: Молочно-товарный комплекс «Вереск» ООО "Молочная компания «Северский Донец» Группы Компаний «Зеленая долина»; стабильно работает ООО «Полигон-Сервис» или завод по переработке мела «Kreider», вступивший в строй в 2006 году, оснащённый современным импортным оборудованием и поставляющий свою продукцию — высококачественный мел, для различных предприятий внутри страны и за её пределы.
С областным центром — Белгородом, село связано регулярным ежедневным автобусным сообщением, несколькими маршрутами, проходящими через Шеино: маршруты: № 120, 121, № 104 «Д» (до 6 рейсов в день), а также, № 131 «П» (два рейса).

## Храм Рождества Христова
В 1799 году на средства прихожан была построена новая каменная (из кирпича) трёхпрестольная церковь во имя Рождества Христова, при ней была открыта приходская школа. При проведении антирелигиозной политики советской властью в 1930-е годы церковь была закрыта, храм остался без священника и прихожан; в 1940-е годы в здании храма размещался колхозный склад, а затем оно было полностью разрушено.
28 января 1999 года на сельском сходе жителей с. Шеино, решено было восстановить и открыть заново храм во имя Рождества Христова в сохранившемся здании бывшей церковно-приходской школы и сторожки.
19 августа 2001 года новый возрождённый храм освятил благочинный отец Михаил (Усатый).

## Памятники
- Памятник — обелиск и скульптура «Советский воин-освободитель», установленный в селе в 1968 году в память о Великой Отечественной войне.
- Братские могилы советских воинов, погибших в боях с немецко-фашистскими захватчиками в 1943 году[17]
- Бюст Герою России Ворновскому Юрию Васильевичу, расположенный на территории школы.

## Люди, связанные с селом
- Ворновской, Юрий Васильевич (1979—2000) — уроженец села Шеино. Младший сержант Вооружённых Сил Российской Федерации, участник второй чеченской войны, Герой Российской Федерации (2000). Его имя присвоено улице и школе в родном селе.
- Выродов, Андрей Никитович (1899—1961) — уроженец села Шеино. советский военачальник, полковник, участник Великой Отечественной войны. Кавалер военных орденов Красной Звезды (1942), трёх — Красного Знамени (1942, 1944, 1949) и ордена Ленина (1945).
- Выродов, Виталий Андреевич (1928—2004) — сын полковника А. Н. Выродова (1899—1961). Советский учёный, инженер-конструктор ракетно-космических систем, разработчик ракеты-носителя Протон-К. Кавалер ордена Ленина (1970). Заслуженный конструктор Российской Федерации (1996).
- Расковинский, Цезарь Селиверстович (1915—1943) — гвардии сержант, артиллерист-наводчик 286-го гвардейского стрелкового полка 94-й гвардейской стрелковой дивизии, прославившийся в бою под с. Шеино против немецко-фашистских войск в августе 1943 года. Герой Советского Союза (1943).